# St. Wendelin (Brandenberg)

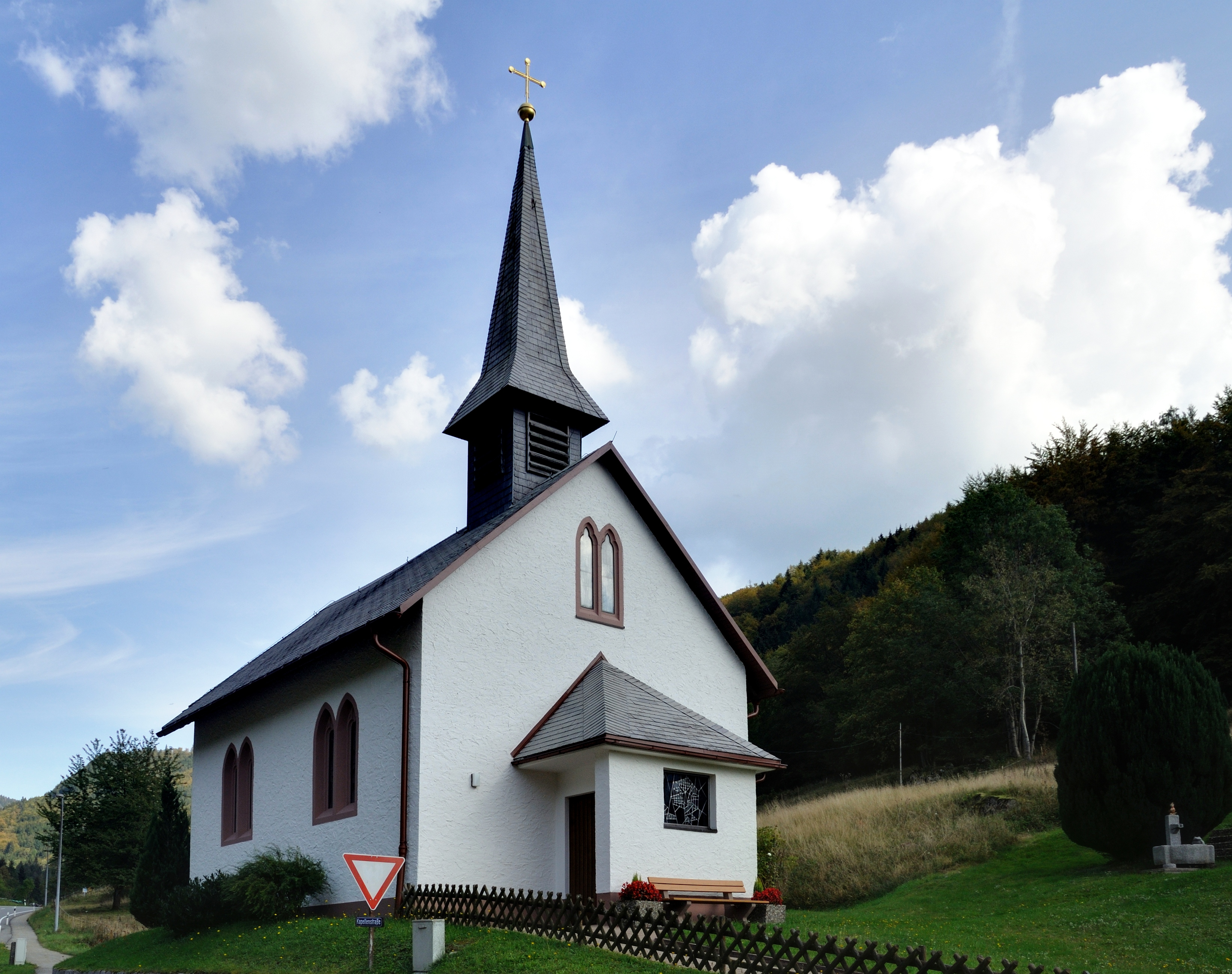
St. Wendelin in Todtnau-Brandenberg

St. Wendelin ist eine katholische Kapelle und Filialkirche im Stadtteil Brandenberg von Todtnau im Schwarzwald.

## Geschichte
Das Gotteshaus wurde 1866/67 im neugotischen Stil errichtet. Nach einer Renovierung 1926 wurde die Kapelle in den Jahren 1930 bis 1931 durch den Maler Karl Hauptmann ausgemalt. In den Jahren 1966 bis 1967 wurden die Formen des Gotteshauses vereinfacht, eine Sakristei an die Südseite angebaut, der Schutzbau am Eingangsportal errichtet und der Dachreiter ersetzt. Gleichzeitig baute man im Inneren eine neue Holzdecke und eine Empore ein.

## Beschreibung

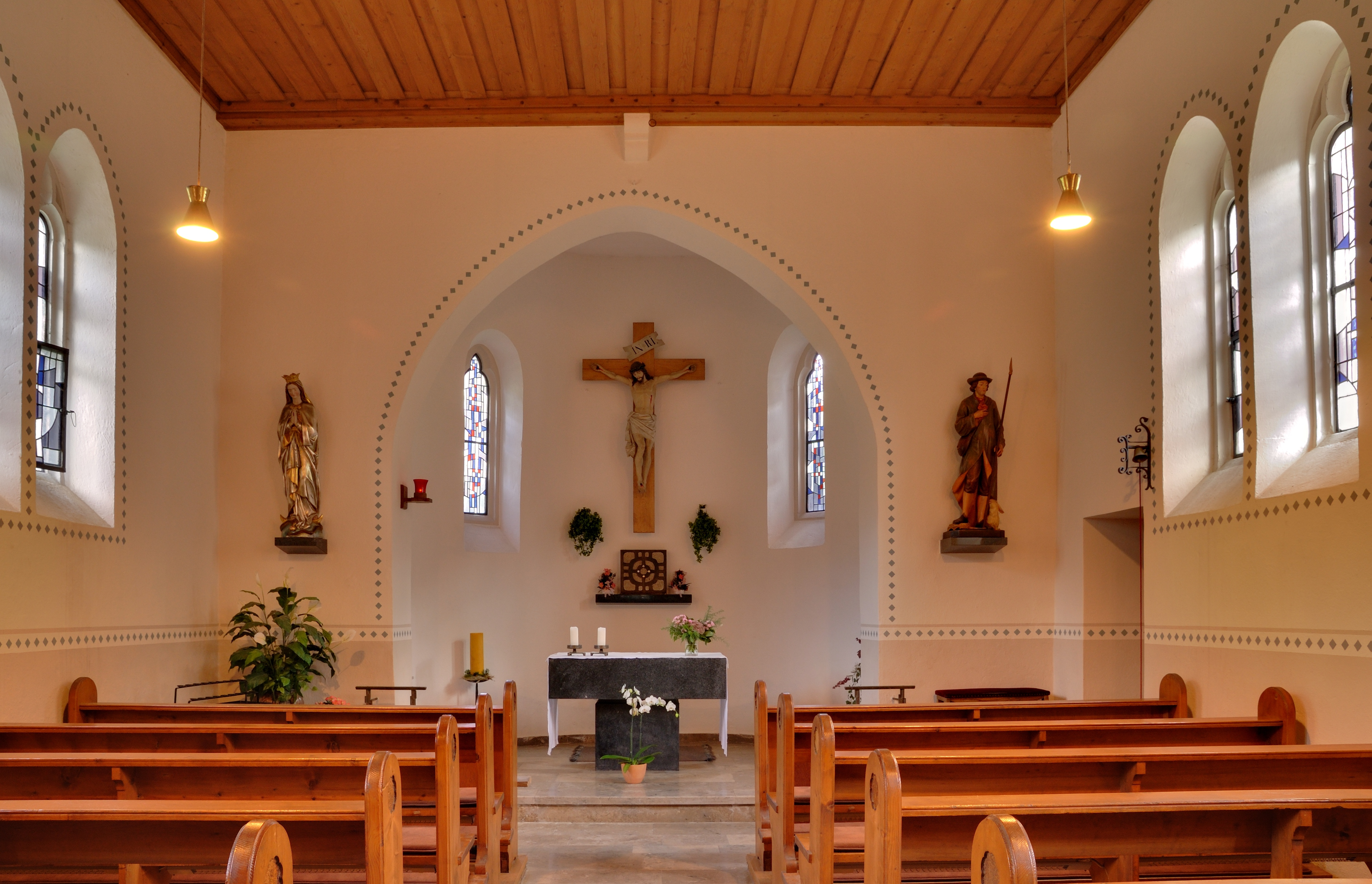
Innenraum

Die als Filialkirche genutzte Kapelle steht an der Bundesstraße 317 etwa vier Kilometer nördlich von Todtnau auf 783 Meter Höhe. Der Rechtecksbau mit Satteldach wird im Westgiebel von einem Dachreiter bekrönt, der mit einer eingeknickten Pyramide, einer Turmkugel und einem Kreuz bekrönt wird. Der Eingang befindet sich an der Westfassade und wird von einem kleinen Anbau mit Walmdach geschützt. Die Längsseiten weisen vier gekuppelte Lanzettfenster auf. Über dem Eingang befinden sich ebenfalls zwei Spitzbogenfenster. 
Im Inneren ist eine flache Holzdecke eingezogen. Zwischen Langhaus und Chor befindet sich ein spitzbogiger Triumphbogen. Im Chor befindet sich ein schwarzer Altarblock und ein Tabernakel des Freiburger Bildhauers Alfred Erhart. Von ihm stammen auch das Altarkreuz, der Leuchter und die Kommunionbank, die 1967 im Zuge der Neugestaltung eingebracht wurden. Die  Kreuzwegtafeln nach Entwürfen des Klosters Maria Laach wurden 1988 geschaffen. Die zwölf Ornamentfenster entwarf Rainer Dorwarth. Neben einer Immaculata von 1968 steht im Chorbogen eine Zirbelholz-Figur, die den Patron St. Wendelin darstellt.
Im Dachreiter hängen zwei Glocken. Die größere mit dem Schlagton f″ trägt den Namen des Kapellenpatrons Wendelin, die kleinere as″-Glocke ist der heiligen Barbara geweiht. Beide wurden 1950 in Sonderbronze von der Gießerei Albert Junker in Brilon gefertigt.
| Glocke | Name     | Durchmesser | Gewicht  | Schlagton | Gussjahr | Gießerei              |
| ------ | -------- | ----------- | -------- | --------- | -------- | --------------------- |
| 1      | Wendelin | 620 mm      | ≈ 180 kg | f″±0      | 1950     | Albert Junker, Brilon |
| 2      | Barbara  | 520 mm      | ≈ 090 kg | g″+2      | 1950     | Albert Junker, Brilon |